# Армёнки (село)

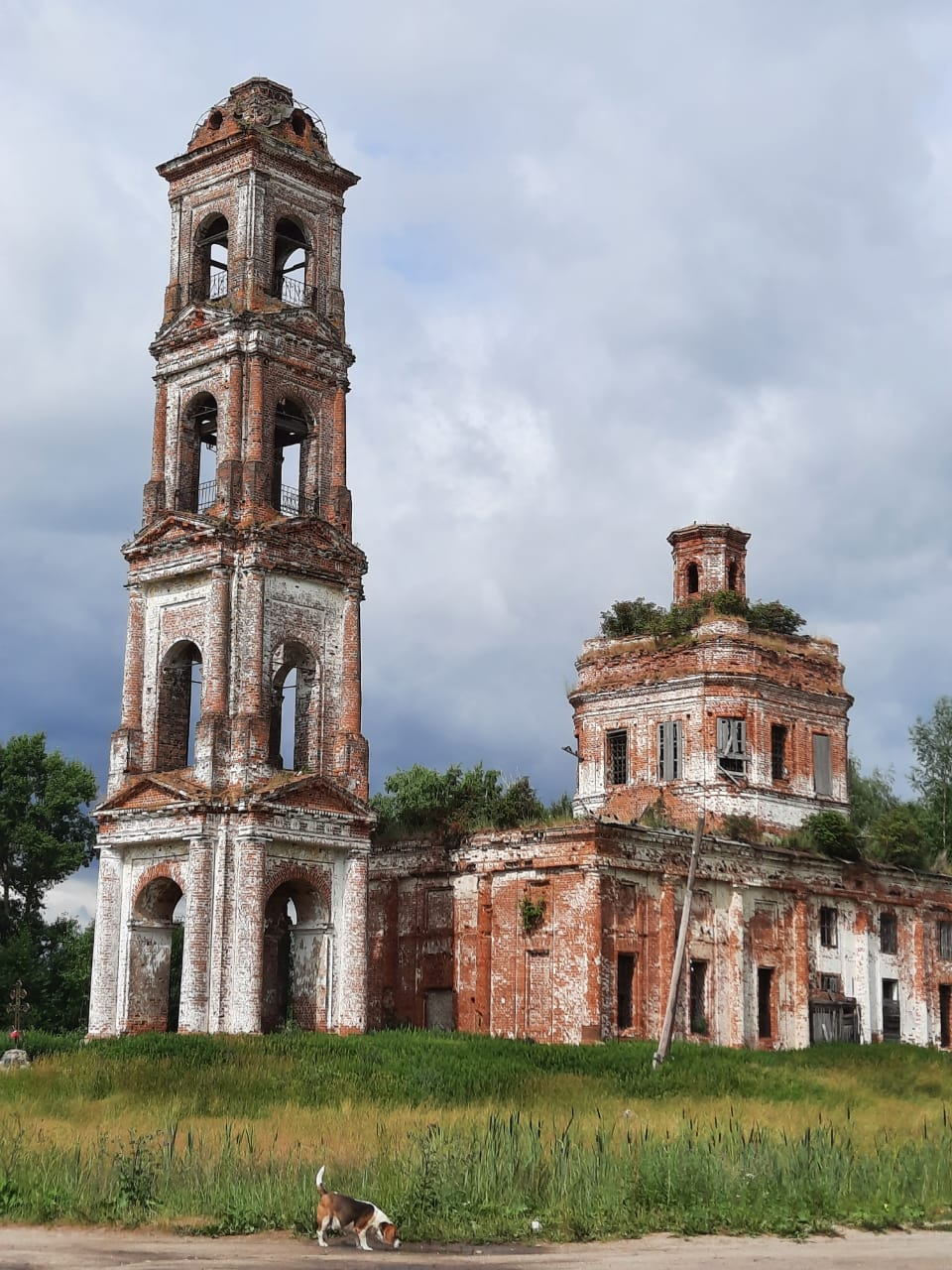
Церковь Смоленской Иконы Божьей Матери в селе Армёнки

 Армёнки — село в Нерехтском районе Костромской области. Входит в состав Ёмсненского сельского поселения.

## География
Село расположено на юго-западе Костромской области. Расстояние по автодороге от Армёнок до административного центра — Нерехты ~ 26 км, до областного центра — Костромы ~ 71 км, до городов Фурманова ~ 17 км, Иванова ~ 52 км, Кинешмы ~ 85 км. Расстояния до аэропортов: Сокеркино ~ 49 км, Ярославль ~ 52 км, Иваново ~ 57 км.
В 6 км к юго-западу от села находится станция «Армёнки» Северной железной дороги (на линии Нерехта — Фурманов).

## Население
| 2008 | 2010 | 2014 |
| ---- | ---- | ---- |
| 414  | ↘336 | ↗397 |

## История
Армёнки — старинное вотчинное (помещичье) торговое село в Нерехтском уезде, известное со времён древнерусского Великого княжества Владимирского и Московского княжества Русского государства.
XVII—XIX века
Исторические источники свидетельствуют, о том, что в 1630 году селом Армёнки, с деревнями, владел дьяк Посольского приказа Cемён Бредихин. В то же время часть селения принадлежала дворянам Васильчиковым; в XIX в. ею владел — кавалергард и декабрист Николай Александрович Васильчиков. Другая часть Армёнок принадлежала помещику И. Г. Текутьеву, внучка которого — Елизавета Григорьевна — в замужестве Пушкина, была супругой Льва Александровича Пушкина, дяди великого русского поэта.
В 1861 году, при учреждении волостного правления село получило статус волостного центра; Армёнская волость объединила 10 сёл, 27 деревень и др. населённых мест. Волость пересекал древний Владимирский торговый тракт, пролегавший из Владимира через Нерехту в Кострому, Галич и далее на север, игравший важную роль в жизни села; — в документах XIX в., также, упоминается «Армёнский торговый тракт из г. Нерехты в г. Шую».
Согласно данным Центрального статистического комитета Министерства внутренних дел, опубликованным в «Списках населённых мест Костромской губернии по сведениям 1870-72 годов», под № 9101 значится: «… Нерехтского уезда, 2-го стана, Армёнки  — село, при прудах. Расстояние в верстах от уездного центра — 24, от становой квартиры — 28; число дворов — 106, жителей: мужского пола — 284 чел., женского — 331 чел.; в селе: церковь православная; волостное правление; земское училище; ярмарка; еженедельные базары.».
XX—XXI века
При советской власти, в связи с новым размежеванием был создан Арменский район с центром в селе Армёнки — административно-территориальная единица в составе Костромской губернии (РСФСР), существовавшая в 1928—1929 годах, его территория после ликвидации была разделена между Нерехтским районом Костромского округа и Серёдским районом Шуйского округа.
Армёнское сельское поселение — муниципальное образование, существовавшее ранее, в соответствии с Законом Костромской области № 525-4-ЗКО от 22 октября 2009 года было упразднено и вошло в состав Ёмсненского сельского поселения.

## Православная церковь
В документах 1628 года упоминается православная церковь — «Никола чудотворец в селе Армёнке». Новая церковь во имя Пресвятой Богородицы (Богородицкая) — каменная, с такою же колокольнею и оградой, была построена в 1727 году усердием и на средства прихожан. Новый храм был построен по распоряжению помещика Бредихина: «из Москвы Бредихиным был выслан план на церковь и присланы искусные мастера, под наблюдением которых и выстроен храм — в том виде, как он существует до наших дней». Престолов в церкви 3: а) в холодной в честь Смоленской иконы Божией Матери, в теплой, б) в честь иконы Божией Матери «Знамение», и в) во имя святителя Николая Чудотворца.
По сведениям издания «Церкви костромской губернии. Список по округам 1911 г.» Богородицкая церковь (имеется в виду Смоленская) входила в состав церквей ХІ-го Нерехтского округа одноимённого уезда. Метрические книги (c записями рождений, браков и смертей) Богородицкой (Смоленской) церкви с. Армёнок за период с 1864 по 1917 годы хранятся в Государственном архиве Костромской области (Ф. 56, оп. 12, д. № 29, 30, 31, 32, 33, 34).
Антирелигиозная политика, осуществляемая советской властью, привела к закрытию Богородицкой (Смоленской) церкви. С середины 1930 годов храм закрыт, в советское время использовался в качестве ангара для сельскохозяйственной техники, ныне пребывает в полуразрушенном состоянии.